# جيان فرانسوا فيوبا مكاموا
جيان فرانسوا فيوبا مكاموا (بالفرنسية: Jean Francois Feupa Mkamwa)‏ لاعب كرة قدم كاميروني ويلعب في مهاجم .
لعب سابقاً في عمان في أندية البشير و أهلي سداب وبهلا والنهضة ونادي خورفكان ونادي العروبة السعودي ونادي ظفار.